# ZBOR
Il Movimento Nazionale Jugoslavo - "Assemblea" (Југословенски народни покрет "Збор"), comunemente noto col nome di "ZBOR", fu una formazione politica d'ispirazione fascista attiva in Jugoslavia tra il 1935 ed il 1945. Sotto la guida di Dimitrije Ljotić, promosse lo jugoslavismo "integrale" teorizzato dal Re Alessandro I, i valori del cristianesimo ortodosso serbo e diversi concetti vicini all'ideologia fascista, come il corporativismo, l'autoritarismo e l'anticomunismo, oltre ai sentimenti antimassonici ed antiebraici.

## Storia
Il movimento ZBOR fu fondato nel gennaio 1935 su iniziativa di Dimitrije Ljotić, ex ministro della giustizia e seguace del vescovo teologo serbo Nikolaj Velimirović. Nato dalla fusione di varie associazioni nazionaliste, ZBOR si fece portatore di un programma caratterizzato dall'antiparlamentarismo e dal corporativismo. Il movimento raccolse aderenti tra gli intellettuali di orientamento nazionalista jugoslavo e i giovani studenti anticomunisti. 
Alle elezioni del 1935 il gruppo ottenne solo lo 0,86% dei voti. Fu radicalmente contrastato da tutte le principali forze politiche del paese ma attrasse l'attenzione della Germania nazista da cui ottenne anche dei finanziamenti a partire dal 1937. Allo scoppio della guerra supportò la politica di neutralità intrapresa dal governo sottolineando, tuttavia, la necessità di un avvicinamento ad Hitler. Inoltre, si oppose al riconoscimento jugoslavo dell'Unione Sovietica sancito nel luglio del 1940. Nel novembre dello stesso anno il governo presieduto da Dragiša Cvetković decise di mettere al bando il movimento, come risposta ad alcuni scontri con i comunisti avvenuti all'Università di Belgrado.
Nell'aprile 1941, la dissoluzione del Regno di Jugoslavia causata dal golpe di Dušan Simović supportato dagli inglesi e dalla successiva invasione tedesca, diede a Dimitrije Ljotić e al suo movimento nuove possibilità. Tra luglio e agosto, infatti, il capo di ZBOR poté pronunciare tre discorsi trasmessi da "Radio Belgrado" e partecipare ai colloqui tra serbi e tedeschi per la formazione del governo del generale Milan Nedić. Ljotić decise di non far parte direttamente dell'esecutivo ma diversi membri di ZBOR vi entrarono comunque.  
Nel settembre successivo Ljotić fu incaricato dai tedeschi di formare il Corpo di Volontari Serbi delle SS (Serbisches SS-Freiwilligen Korps), in cui entrarono una parte dei volontari cetnici e svariati militanti di ZBOR. Ai migliaia di serbi reclutati, si aggiunsero anche alcuni croati e sloveni. Nel 1944 l'armata arrivò a contare quasi 10.000 unità. Nell'aprile 1945, la morte di Ljotić in un incidente stradale e l'imminente sconfitta delle potenze dell'Asse sancirono la fine del Movimento Nazionale Jugoslavo.